# Ochicanthon murthyi
Ochicanthon murthyi là một loài bọ cánh cứng trong họ Bọ hung (Scarabaeidae).